# Epania sarawackensis
Epania sarawackensis là một loài bọ cánh cứng trong họ Cerambycidae.